# Piacenza Football Club 1920-1921
Questa pagina raccoglie le informazioni riguardanti il Piacenza Football Club nelle competizioni ufficiali della stagione 1920-1921.

## Stagione
Nella stagione 1920-1921 il neopromosso Piacenza ha disputato il girone eliminatorio A emiliano di Prima Categoria raccogliendo nove punti in classifica che gli hanno valso il terzo posto. Il girone è stato vinto con tredici punti dal Modena che ha ottenuto l'ammissione alle semifinali nazionali.

## Rosa
| N. |                   | Ruolo | Calciatore     |
| -- | ----------------- | ----- | -------------- |
|    | Italia (bandiera) | C     | Carlo Bay      |
|    | Italia (bandiera) | A     | Mario Bernetti |
|    | Italia (bandiera) | C     | Angelo Boselli |
|    | Italia (bandiera) | D     | Castaldi       |
|    | Italia (bandiera) | C     | Luigi Cella    |
|    | Italia (bandiera) | C     | Mario Chiodi   |
|    | Italia (bandiera) | P     | Egidio Fontana |
|    | Italia (bandiera) | C     | Carlo Fracchia |
|    | Italia (bandiera) | C     | Aldo Gobbi     |

| N. |                   | Ruolo | Calciatore      |
| -- | ----------------- | ----- | --------------- |
|    | Italia (bandiera) | D     | Carlo Marelli   |
|    | Italia (bandiera) | C     | Michele Paleari |
|    | Italia (bandiera) | D     | Francesco Papa  |
|    | Italia (bandiera) | C     | Eligio Peretti  |
|    | Italia (bandiera) | P     | Mario Sala      |
|    | Italia (bandiera) | A     | Mario Sartorio  |
|    | Italia (bandiera) | C     | Giulio Torti    |
|    | Italia (bandiera) | A     | Gaetano Ziliani |

## Risultati

### Prima Categoria

#### Girone A emiliano

##### Girone di andata
| Arbitro: | Pasquinelli (Bologna) |

|             |           |                                                                         |
| Maselli 32’ | Marcatori | 2’, 44’ Torti 42’ Chiodi 60’ Paleari 70’ (aut.) Paltrinieri 75’ Peretti |

| Arbitro: | Pasquinelli (Bologna) |

|                                  |           |  |
| Frassoldati 7’, 68’ Pedrazzi 28’ | Marcatori |  |

| Arbitro: | Cavara (Bologna) |

|                                          |           |                                          |
| Papa I 29’ (rig.) Sartorio 31’ Torti 76’ | Marcatori | 74’ Rebecchi 82’ Lumetti 88’ Rossini III |

| Arbitro: | Sarto (Bologna) |

|                          |           |             |
| Bernetti 25’ Peretti 84’ | Marcatori | 18’ Giberti |

##### Girone di ritorno
| Arbitro: | Sarto (Bologna) |

|                                                |           |                                             |
| Sartorio 9’ Boselli 15’ Chiodi 25’ Peretti 83’ | Marcatori | 40’ (rig.) ? 65’ Balasso 70’ (rig.) Maselli |

| Arbitro: | Fontana (Bologna) |

|                   |           |                                |
| Sartorio 15’, 55’ | Marcatori | 14’ (rig.) Boni 68’ Manfredini |

| Arbitro: | Pasquinelli (Bologna) |

|                                            |           |              |
| Rossini III 29’ Lumetti 44’ Calda 51’, 67’ | Marcatori | 15’ Bernetti |

| Arbitro: | Ortali (Bologna) |

|             |           |              |
| Cagnoli 10’ | Marcatori | 25’ Bernetti |

## Statistiche

### Statistiche di squadra
| Competizione                                 | Punti | In casa | In casa | In casa | In casa | In casa | In casa | In trasferta | In trasferta | In trasferta | In trasferta | In trasferta | In trasferta | Totale | Totale | Totale | Totale | Totale | Totale | DR |
| Competizione                                 | Punti | G       | V       | N       | P       | Gf      | Gs      | G            | V            | N            | P            | Gf           | Gs           | G      | V      | N      | P      | Gf     | Gs     | DR |
| -------------------------------------------- | ----- | ------- | ------- | ------- | ------- | ------- | ------- | ------------ | ------------ | ------------ | ------------ | ------------ | ------------ | ------ | ------ | ------ | ------ | ------ | ------ | -- |
| Prima Categoria - sezione emiliana, girone A | 9     | 4       | 2       | 2       | 0       | 11      | 9       | 4            | 1            | 1            | 2            | 8            | 9            | 8      | 3      | 3      | 2      | 19     | 18     | +1 |

### Statistiche dei giocatori
| Giocatore   | Prima Categoria | Prima Categoria |
| Giocatore   | Presenze        | Reti            |
| ----------- | --------------- | --------------- |
| M. Bernetti | 8               | 3               |
| A. Boselli  | 6               | 1               |
| Castaldi    | 1               | 0               |
| L. Cella    | 6               | 0               |
| M. Chiodi   | 5               | 2               |
| E. Fontana  | 8               | -18             |
| C. Fracchia | 7               | 0               |
| C. Marelli  | 8               | 0               |
| M. Paleari  | 7               | 1               |
| F. Papa     | 7               | 1               |
| E. Peretti  | 8               | 3               |
| M. Sartorio | 7               | 4               |
| G. Torti    | 6               | 3               |
| G. Ziliani  | 4               | 0               |